# 평안 (전한)
평안(平晏, ? ~ 20년)은 전한 말기 ~ 신나라의 관료로, 우부풍 평릉현(平陵縣) 사람이다. 전한의 승상 평당의 아들로, 왕망의 측근으로서 활약하였다.

## 생애
전한 평제 때 상서령·장락소부를 역임하였고, 원시 5년(5년) 방향후(防鄕侯)에 봉해지고 대사도로 승진하였다.
시건국 원년(9년), 왕망이 신나라를 창건하였다. 평안은 취신공(就新公)에 봉해지고 태부가 되어, 태사(太師) 왕순·국사(國師) 유흠·국장(國將) 애장과 함께 사보(四輔)가 되었다. 이듬해에는 경조대윤 견심의 부명(符命)으로 좌백(左伯)이 되었다.
천봉 원년(14년), 평안은 대사공 왕읍과 함께 낙양으로 파견되어 종묘와 사직·교조(郊兆)를 세울 터를 골랐다. 지황 원년(20년)에 죽었다.

## 출전
- 반고, 《한서》
  - 권18 외척은택후표
  - 권19하 백관공경표 下
  - 권71 준소우설평팽전
  - 권97하 외척전 下
  - 권99상 왕망전 上
  - 권99중 왕망전 中

| 전임 마궁 | 전한의 대사도 6년 ~ 9년 | 후임 (전한 멸망) |

| 전임 - | 신의 태부 9년 ~ 20년 | 후임 당존 |